# Прапор Будо-Бобриці
Пра́пор Бу́до-Бо́бриці — офіційний символ села Будо-Бобриця Ємільчинського району Житомирської області, затверджений 18 квітня 2013 р. рішенням № 159 XXII сесії Будо-Бобрицької сільської ради VI скликання.

## Опис
Квадратне полотнище поділене горизонтально на дві частини (2:1) — білу і зелену.
Білий символізує благородство місцевих жителів та їх предків; зелений — Полісся: ліси, поля, луки.
Автор — Галина Якимчук.